# Bicycle Race/Fat Bottomed Girls
Bicycle Race/Fat Bottomed Girls è un singolo del gruppo musicale britannico Queen, pubblicato il 13 ottobre 1978 come primo estratto dal settimo album in studio Jazz.

## Descrizione

### Bicycle Race
La quarta traccia dell'album è stata interamente composta dal frontman Freddie Mercury. L'ispirazione gli è venuta mentre guardava una tappa del Tour de France dalla sua camera d'albergo in Costa Azzurra. Nonostante il testo della canzone ripeta più volte che il protagonista vuole andare in bicicletta, ironicamente Mercury, secondo quanto dichiarato dal chitarrista Brian May, non amava andare in bicicletta.

### Fat Bottomed Girls
La seconda traccia dell'album è stata invece composta dal chitarrista Brian May e celebra le doti di una groupie piuttosto in carne che ha accompagnato la band nel loro tour statunitense. L'arrangiamento vocale tra la versione in studio e quella dal vivo è abbastanza differente: durante i concerti la traccia vocale principale del ritornello veniva cantata da Mercury e armonizzata in acuto dal batterista Roger Taylor e in grave da May. Nella versione incisa in studio non ci sono armonie vocali acute. Le strofe vengono cantate da Mercury, mentre Brian May canta come voce principale nel ritornello.

## Pubblicazione
Il doppio singolo usci in qualità di singolo apripista di Jazz nell'ottobre 1978. Bicycle Race contiene la frase: «Fat bottomed girls, they'll be riding today, so look out for those beauties, oh yeah», mentre Fat Bottomed Girls include a sua volta la strofa: «Get on your bikes and ride». completando così un doppio riferimento incrociato tra le due canzoni del singolo.
Inoltre, la versione di Fat Bottomed Girls presente nel 7" omette l'interludio di chitarra tra le strofe e sfuma verso la fine del pezzo.

## Video musicale
Il video di Bicycle Race, diretto da Dennis de Vallance, è particolare perché consiste in una gara di ciclismo tra 65 donne nude al Wimbledon Greyhound Stadium. Per quel giorno di riprese vennero affittate decine di biciclette; tuttavia, quando l'azienda Halford's Cycles che le diede in affitto si accorse del "modo" in cui vennero usate, chiese il riacquisto di tutti i sellini. Il video venne successivamente censurato, compreso il fotogramma che fa da copertina al singolo (che fu accoppiato con Fat Bottomed Girls), in cui compare la vincitrice di quella gara.
Anche per Fat Bottomed Girls fu realizzato un videoclip, che mostra i Queen eseguire il brano su un palcoscenico.

## Tracce
Lato A
1. Bicycle Race – 3:03 (Freddie Mercury)

Lato B
1. Fat Bottomed Girls – 3:24 (Brian May)

## Formazione
- Freddie Mercury – voce, pianoforte
- Brian May – chitarra elettrica, voce; seconda voce in Fat Bottomed Girls
- Roger Taylor – percussioni, voce
- John Deacon – basso

## Reinterpretazioni
Entrambi i brani sono stati oggetto di reinterpretazioni da parte di vari artisti.
Bicycle Race
- Blümchen (1996)
- Upsilon Acrux (2002)
- Lemon Demon (2005) come bonus track nel suo album Damn Skippy
- Be Your Own Pet (2005)
- Between the Buried and Me (2006) nell'album di cover The Anatomy Of
- Mamas Gun (2011) come bonus track del loro secondo album The Life and Soul
- Il ritornello della canzone è stato campionato nel brano C'mon Let Me Ride di Skylar Grey.

Fat Bottomed Girls
- Gli Antigone Rising ne incisero una reinterpretazione per l'album Killer Queen: A Tribute to Queen.
- Hayseed Dixie ne ha fatto una cover in stile "bluegrass" nel loro album A Hillbilly Tribute to Mountain Love, del 2002.
- Nel 2005 Jack Black la cantò con il finalista di American Idol Casey Abrams in un medley nel corso della serata finale.
- Il cantautore e chitarrista statunitense Amos Lee esegue occasionalmente questa canzone durante i suoi tour.
- La band del telefilm Chuck, i Jeffster, l'hanno eseguito nel 2009.
- Il cast della serie televisiva Glee ha cantato una cover della canzone, nell'dodicesimo episodio, della seconda stagione, ambientato il giorno di San Valentino, intitolato: Stupide canzoni d'amore.